# علیرضا قلیچ‌خانی
علیرضا قلیچ‌خانی (زاده ۱۳۱۶ در تهران - درگذشته ۲۳ مهر ۱۳۹۷ در تهران) کشتی‌گیر فرنگی کار ایرانی است. وی در مسابقات سال ۱۹۶۱ قهرمانی کشتی جهان در یوکوهاما، ژاپن اولین مدال تاریخ کشتی فرنگی ایران را تصاحب کرد.

## دوران کودکی و نوجوانی
علیرضا قلیچ‌خانی، فرزند حاج محمدتقی (از باستانی کاران نامور ایرانی و پهلوانان مشهور قدیم)، در سال ۱۳۱۶ خورشیدی در تهران دیده به جهان گشود. وی پس از گذراندن دوران ابتدایی و متوسطه، به باشگاه تاج رفت و به آموزش و تمرین فنون کشتی پرداخت. او در دبیرستان مروی، ورزش‌های والیبال و فوتبال را تجربه کرده بود، ولی کشتی، ورزش مورد علاقه پدرش، وی را بیشتر از ورزش‌های دیگر جذب کرد.

## فعالیت‌های ورزشی
قلیچ‌خانی چند دوره قهرمانی کشتی فرنگی ایران را در کارنامه خود دارد و مدتی هم در تیم‌های ملی جوانان و بزرگسالان به مربیگری پرداخت. وی در سال ۱۹۶۱ اولین مدال تاریخ کشتی فرنگی ایران در مسابقات جهانی را در مسابقات جهانی ۱۹۶۱ یوکوهاما ژاپن تصاحب کرد.

## درگذشت
این فرنگی کار که چند سالی در بستری بیماری بود در سال ۱۳۹۲ دچار عارضه مغزی شد و سرانجام در ۲۳ مهر ۱۳۹۷ در تهران درگذشت.